# Марш ста тысяч

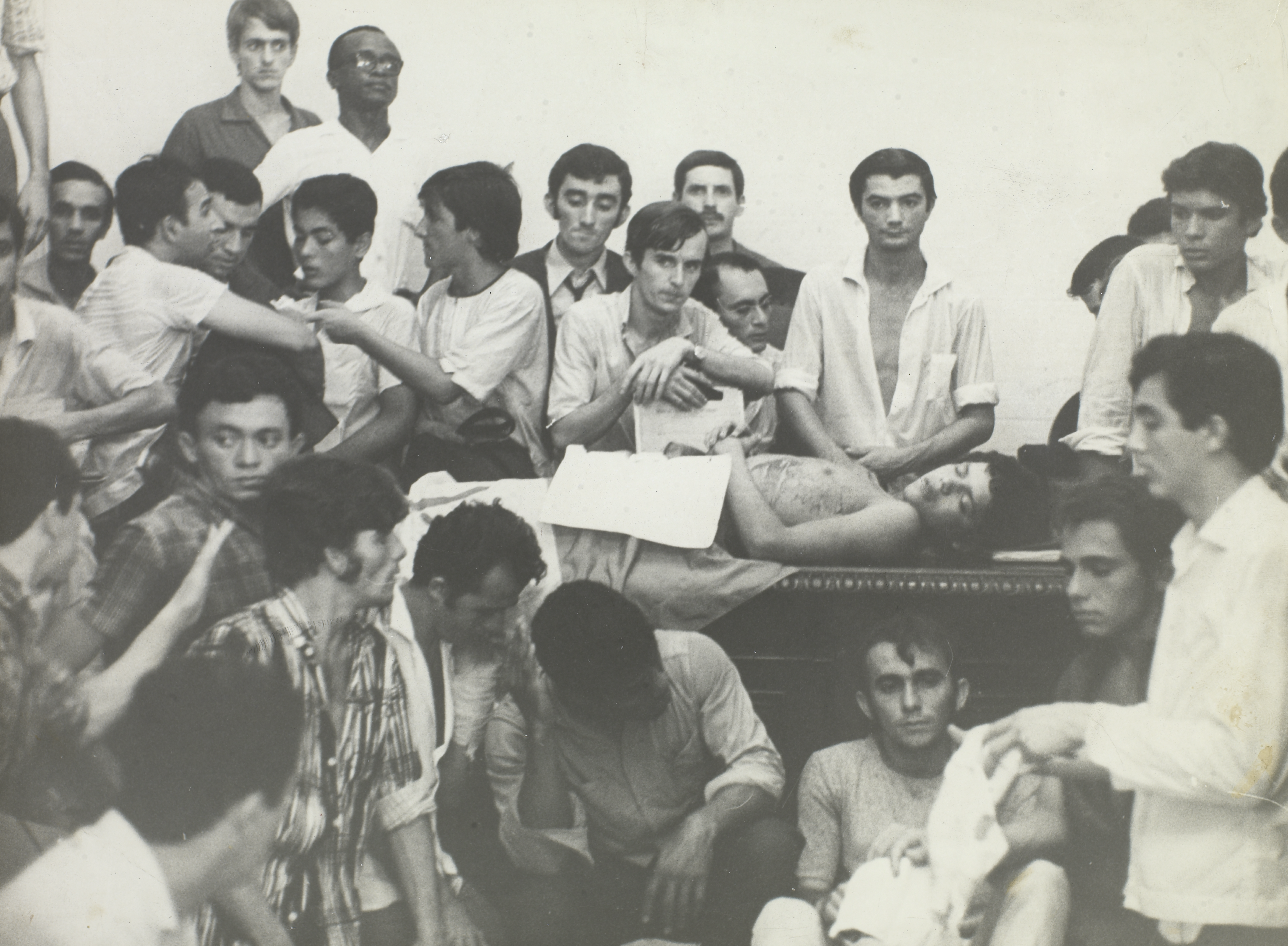
Студенты у тела убитого Эдсона Луиса де Лимы

«Марш ста тысяч» (порт. Passeata dos Cem Mil) — акция протеста против военной диктатуры в Бразилии, которая прошла 26 июня 1968 года в Рио-де-Жанейро.

## Предыстория

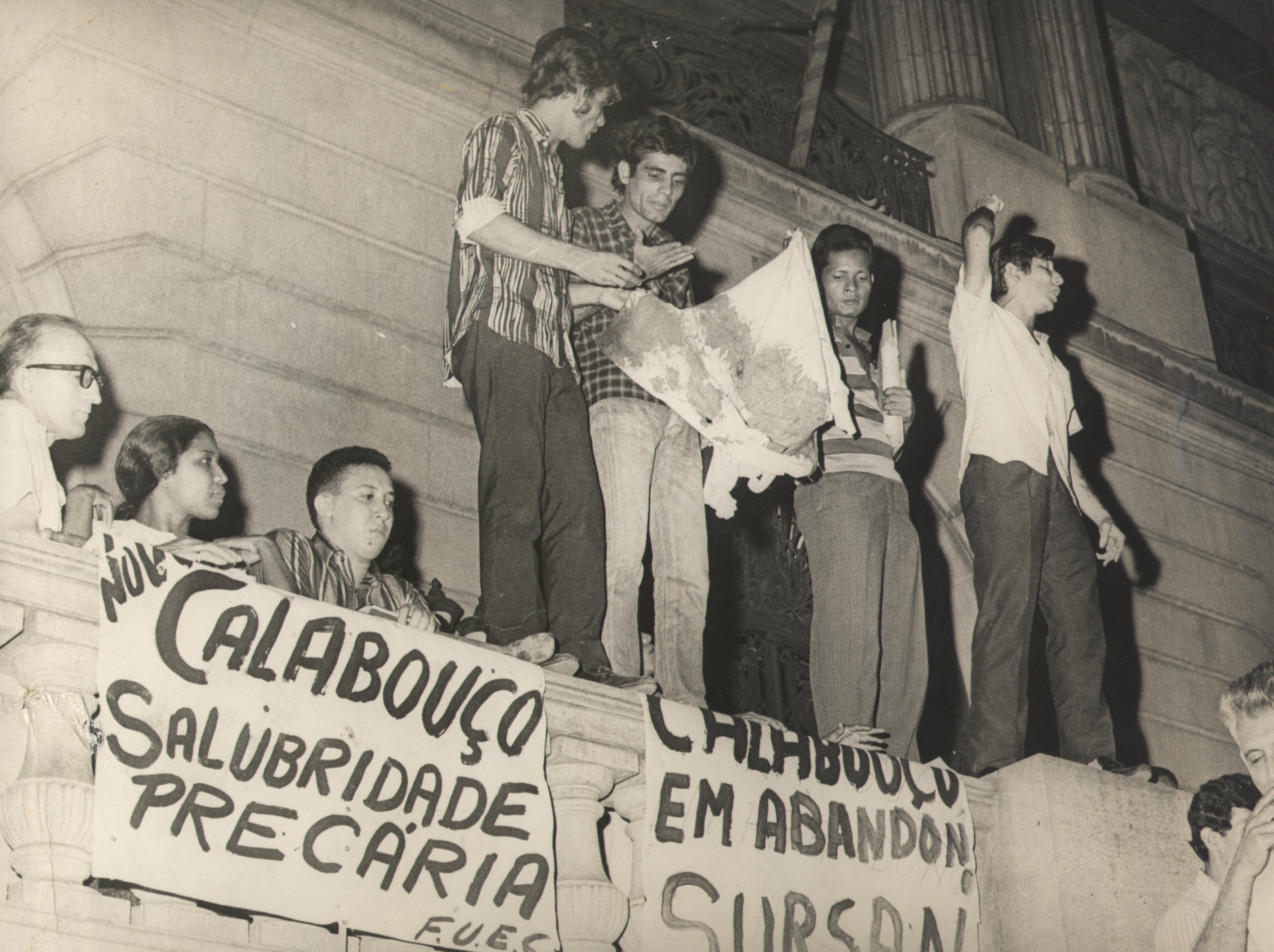
Студенты требуют справедливого расследования убийства их товарища

Произвольные аресты были признаком действий военного правительства в связи с растущими протестами студентов против диктатуры, установившейся в стране в результате правого переворота 1964 года против левоцентристского президента Жуана Гуларта. Полицейские репрессии достигли своего пика в конце марта 1968 года с вторжением полицейских в университетскую столовую «Calabouço», где студенты протестовали против роста цен на питание. Во время рейда был убит восемнадцатилетний студент Эдсон Луис де Лима Соуто.
После произошедшего, столкновения с полицией произошли в различных частях Рио-де-Жанейро. В последующие дни в центре города начались протесты, все они были подавлены с применением насилия, а кульминацией происходящего стала месса в церкви Канделярия (2 апреля), когда конные солдаты напали на студентов, священников и репортеров.
В начале июня 1968 года студенческое движение начало организовывать все больше демонстраций. 18 марта был арестован лидер студентов Жан Марк ван дер Вейд. На следующий день движение собралось в Федеральном университете Рио-де-Жанейро, чтобы организовать акции протеста и потребовать освобождения Жана и других арестованных студентов. Но результатом стал арест 300 студентов в конце собрания.

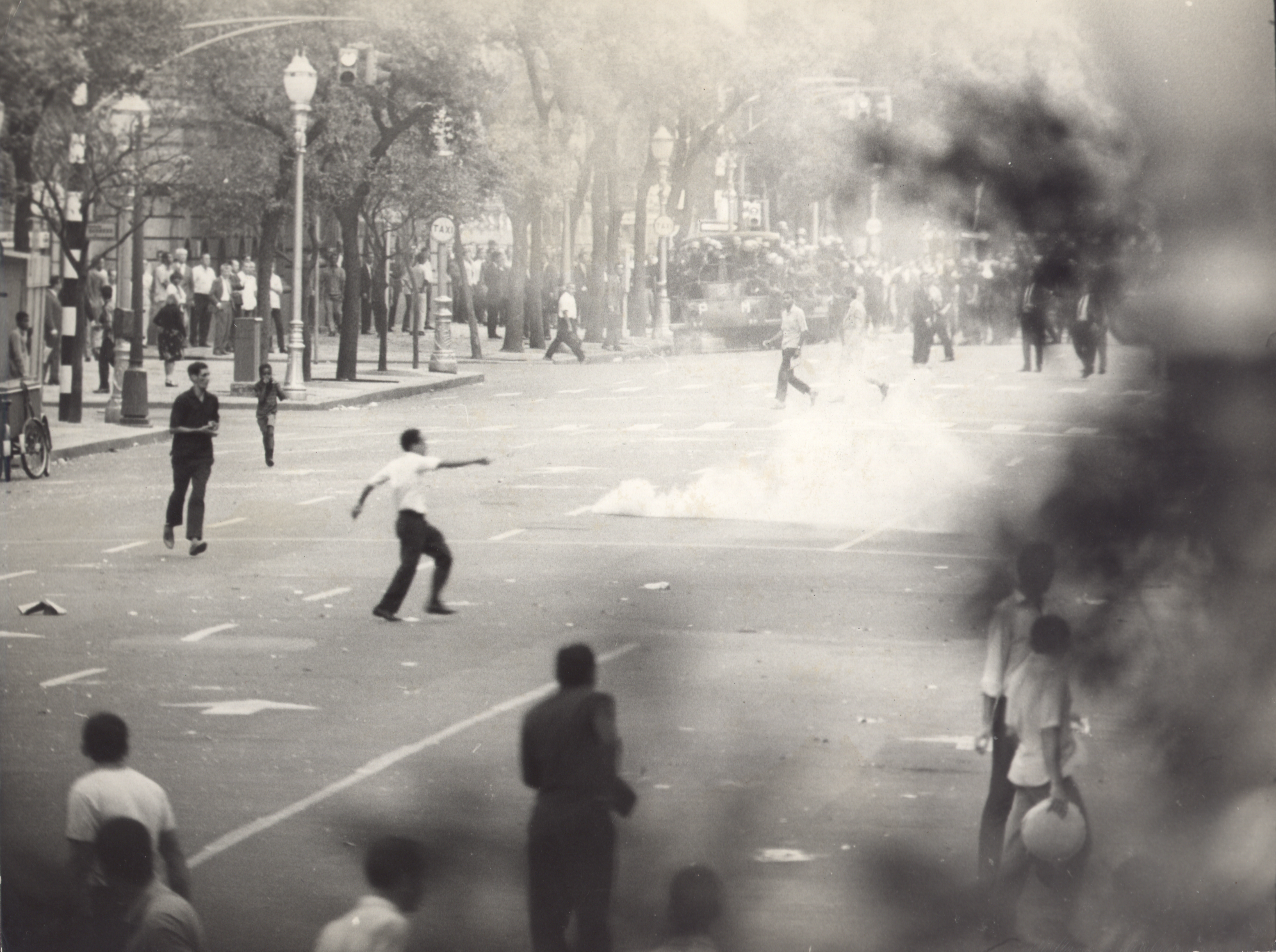
«Кровавая пятница»

Три дня спустя, 21 июня, студенческая демонстрация в Рио-де-Жанейро вызвала конфликт, который закончился 28 убитыми, сотнями раненых, тысячей заключенных и сожжением 15 полицейских машин. Этот день стал известен как «Кровавая пятница» (sexta-feira sangrenta ).

Учитывая негативные последствия этого эпизода, военные в конечном итоге разрешили студенческую демонстрацию, запланированную на 26 июня. По словам генерала Луи Франса, 10 тысяч полицейских были готовы принять меры в случае необходимости.

Студенческая демонстрация 27 июня 1968 года

## Марш
Ранним утром участники марша уже вышли на улицы района Синеландия в центре Рио-де-Жанейро. Шествие началось в 14:00, в нем приняли участие около 50 тысяч человек. Час спустя это число удвоилось. Помимо студентов, в марше приняли участие художники, интеллектуалы, политики и другие слои бразильского гражданского общества, что сделало его одной из крупнейших и наиболее значимых демонстраций в истории бразильской республики.
Проходя перед церковью Канделярия, участники шествия остановились, чтобы послушать речь студенческого лидера Владимира Перейры, который вспомнил о смерти Эдсона Луиса и потребовал положить конец военной диктатуре.
С огромным транспарантом впереди со словами «Долой диктатуру. Народ к власти» марш продолжался три часа и закончился перед зданием Законодательного собрания, без конфликта с мощными силами полиции, сопровождавшими демонстрацию.